# Малые Донки
Малые Донки — слабо солоноватое озеро в России, расположенное в Куртамышском районе Курганской области. Имеет суффозионное происхождение.
Из озера берет начало река Ваганова. Берега заболочены. На южном берегу озера расположены деревни Острова и Добровольное. Южнее находятся озёра Грачиное, Солёное и Большие Донки, которое, вопреки названию, имеет значительно меньшую площадь.
Озеро Малые Донки используется для рыбной ловли.

## Данные водного реестра
По данным государственного водного реестра России, относится к Иртышскому бассейновому округу, водохозяйственный участок — Тобол от впадения реки Уй до города Кургана, речной подбассейн реки — Тобол. Речной бассейн — Иртыш.